# Coen Janssen
Coen Janssen (2 aprilie 1981) este pianistul formației neerlandeze de Symphonic metal, Epica.
1. ↑  RKDartists, accesat în 7 august 2023